# Het alfabet der ruïnes
Het alfabet der ruïnes is een stripalbum dat voor het eerst is uitgegeven in november 2001 met David Beauchard als schrijver en tekenaar, Thomasine als inkleurder en Yves Ameteis als graffische ontwerper. Deze uitgave werd uitgegeven door Dupuis in de collectie vrije vlucht.